# Gnadenkirche (Chemnitz)

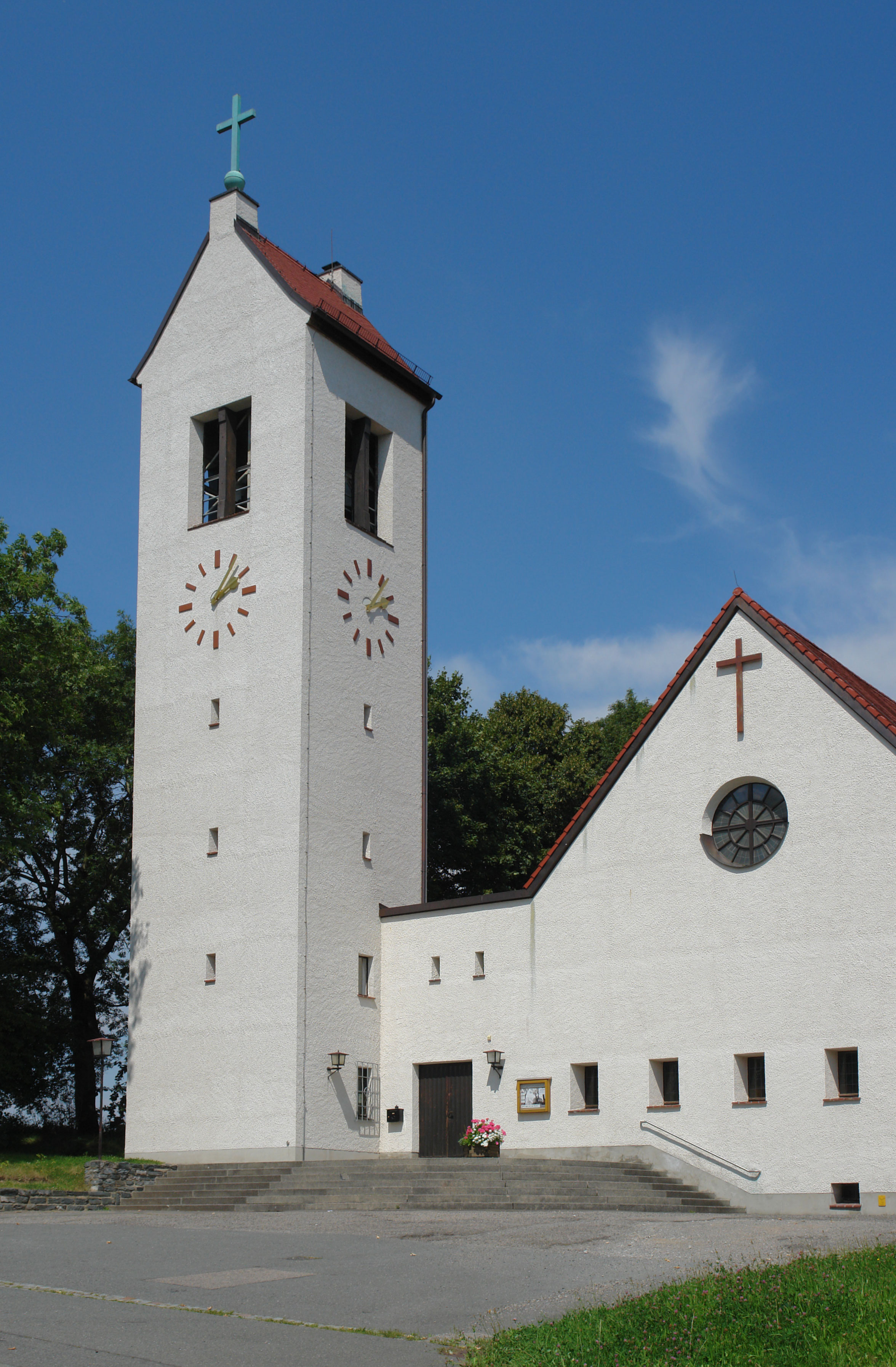
Gnadenkirche (2008)

Die Bornaer Gnadenkirche ist die evangelisch-lutherische Kirche im Chemnitzer Stadtteil Borna-Heinersdorf. Sie liegt in der Wittgensdorfer Straße 82.

## Geschichte
Die Gnadenkirche gehört zu den 43 nach Typenentwürfen des Architekten Otto Bartning gebauten Notkirchen, die deutschlandweit zwischen 1946 und 1951 mit Hilfe ausländischer Spenden in einem Bauprogramm des Hilfswerkes der Evangelischen Kirchen in Deutschland (HEKD) entstanden; Spender war hier die amerikanische Sektion des Lutherischen Weltbunds. Die Grundsteinlegung fand am 11. Juni 1950 statt, die Einweihung am 29. Juli 1951. Der zunächst nur als Ansatz errichtete Turm wurde 1953/54 auf 27,5 Meter erhöht.

## Bau und Ausstattung
Die Tragekonstruktion der Kirche besteht wie bei den übrigen Bartning-Notkirchen des Typs B aus vorgefertigten Holzbindern. Dazwischen ist eine Ausmauerung eingefügt, die mit 170.000 Abbruchziegeln aus dem zerstörten Stadtzentrum errichtet wurde. Erster Spatenstich war im März 1950, Grundsteinlegung am 11. Juni 1950, Richtfest am 13. Oktober 1950 und Einweihung am 29. Juli 1951. Das Gotteshaus ist 27,5 Meter lang, 11,5 Meter breit und 11,5 Meter hoch. Der Innenraum ist unverputzt, die Außenseite hat hellen Rauputz.
Der Bau wird von einem chorartigen angemauerten Altarraum (und nicht wie bei vielen anderen Notkirchen dieses Typs mit einem polygonalen Abschluss) mit Rundfenstern abgeschlossen. Der Raum ist mit einem Satteldach mit innen offenem Dachstuhl gedeckt. Das Kruzifix schuf Bildhauer Reinhard Dietrich, Kanzel, Taufstein und Altar gestaltete Tischlermeister Robert Lindner.
Das Geläut, das von außen sichtbar ist, stammt aus dem Jahr 1955. Die Orgel auf der Empore mit 21 Registern schuf 1957 die Orgelbau-Firma Jehmlich.

## Jüngere Vergangenheit

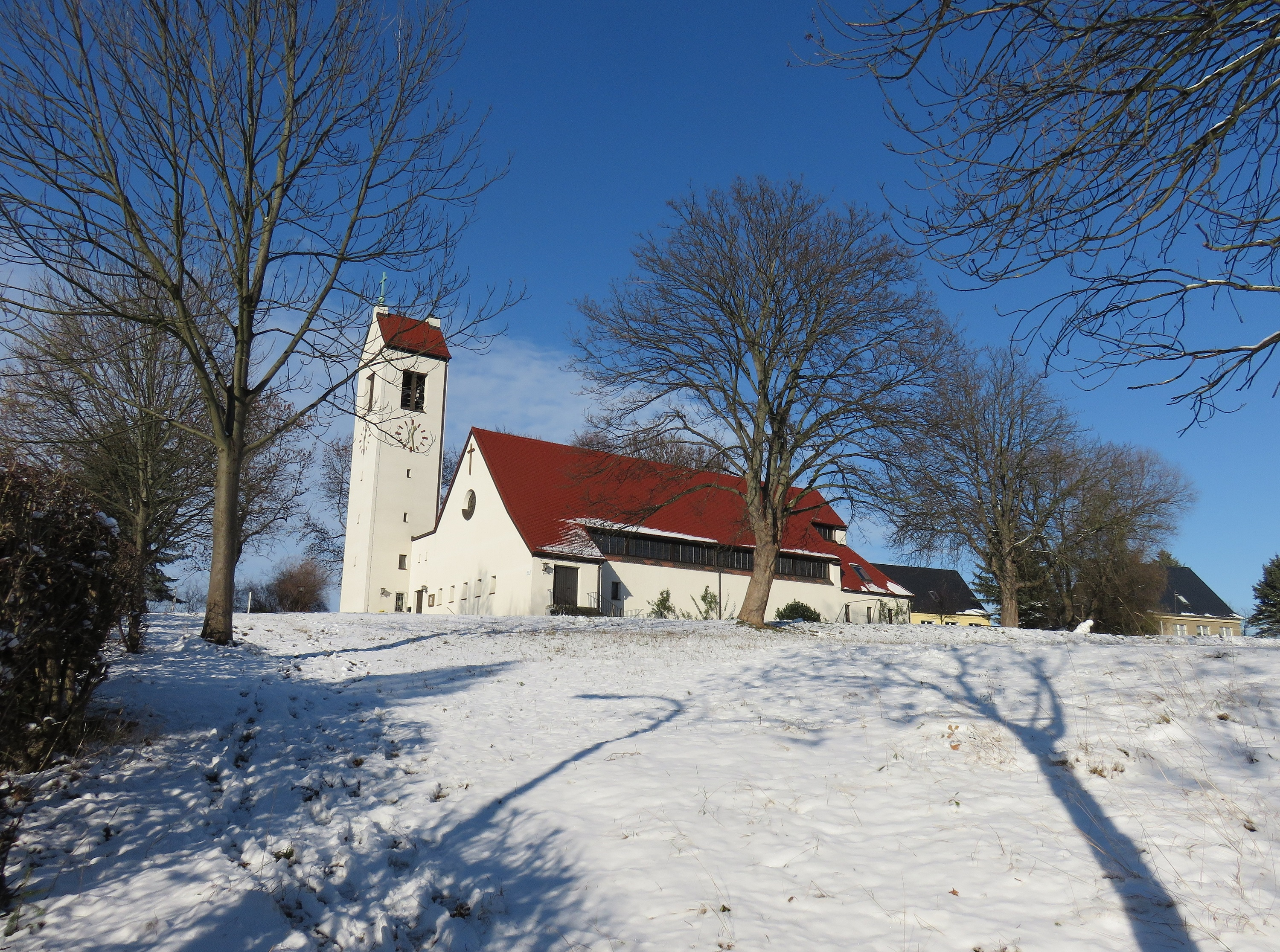
Gnadenkirche Chemnitz-Borna, winterliche Gesamtansicht

Seit 1992 steht die Kirche unter Denkmalschutz. Von 2003 bis 2008 wurden Kirchenschiff und Kirchturm mit Fassade und Dach umfassend denkmalgerecht erneuert.